# Neotoma lepida
Neotoma lepida е вид бозайник от семейство Хомякови (Cricetidae).

## Разпространение
Видът е разпространен в Мексико и САЩ (Айдахо, Аризона, Калифорния, Невада, Орегон и Юта).